# Рома Костянтин Сергійович
Костянти́н Сергі́йович Рома (24 лютого 1996, смт Козельщина, Козельщинський район, Полтавська область, Україна — 8 серпня 2017, с. Водяне, Волноваський район, Донецька область, Україна) — старший солдат Збройних сил України, учасник російсько-української війни.

## Біографія
Народився 1996 року в смт Козельщина на Полтавщині. Виховувався у прийомній родині. 2014 року закінчив Козельщинську загальноосвітню школу.
Під час російської збройної агресії проти України в жовтні 2014 року, у 18-річному віці, розпочав військову службу за контрактом, яку проходив на посаді стрільця у спецвідділі Військової служби правопорядку «Сармат», в/ч А2176, м. Запоріжжя. З весни 2016 року протягом 5 місяців служив у військовій комендатурі міста Покровська в Донецькій області.
З лютого 2017 року проходив службу за контрактом на посаді гранатометника у 9-му окремому мотопіхотному батальйоні «Вінниця» 59-ї окремої мотопіхотної бригади, військова частина А2896. Брав участь в антитерористичній операції на Приморському напрямку, — у Приазов'ї.
8 серпня 2017 року близько 20:55 дістав тяжке кульове поранення у живіт внаслідок обстрілу взводного опорного пункту поблизу села Водяне Волноваського району (за іншими даними — смт Талаківка), з гранатометів та стрілецької зброї. Помер від поранення дорогою до шпиталю.
Похований 11 серпня на Алеї Слави центрального кладовища Покровська.
Залишилися прийомні батьки і сестри, у Покровську — дружина Карина та 8-місячний син Данило.

## Нагороди та вшанування
- Указом Президента України № 363/2017 від 14 листопада 2017 року, за особисту мужність і самовіддані дії, виявлені у захисті державного суверенітету та територіальної цілісності України, зразкове виконання військового обов'язку, нагороджений орденом «За мужність» III ступеня (посмертно)[7].
- 12 жовтня 2017 року в смт Козельщина на вході до Козельщинської ЗОШ І-ІІІ ступенів відкрили меморіальну дошку полеглому на війні випускнику школи[8].